# محمد الأمين أحمد التوم
محمد الأمين أحمد التوم عالم رياضيات سوداني وأول وزير تعليم بعد الثورة السودانية، خدم بين عامي 2019 و 2022.

## النشأة والتعليم
ولد محمد الأمين أحمد التوم في أكتوبر 1941. حصل على بكالوريوس العلوم في الرياضيات من جامعة ليدز مع مرتبة الشرف الأولى عام 1965. تبع ذلك بدبلوم في الرياضيات المتقدمة من جامعة أكسفورد في عام 1966 وأخذ دورات في التحليل العددي والتحليل الوظيفي ونظرية المجموعة والجبر التبادلي. ثم أكمل درجة الدكتوراه في الفلسفة (DPhil) عام 1969 تحت إشراف ديفيد كريستوفر هاندسكومب.

## الحياه الأكاديمية
بعد حصوله على البكالوريوس، أصبح التوم باحثًا مبتدئًا في جامعة الخرطوم (1962-1965). بعد حصوله على الدكتوراه، عاد باحثًا أول بين عامي 1965 و 1968، حيث ساعد في إنشاء مدرسة العلوم الرياضية، قبل أن يصبح زميلًا باحثًا في مركز دي كالكول، جامعة لوفان، بلجيكا (1968-1969).
أصبح التوم لاحقًا محاضرًا في جامعة أولستر وأستاذًا بجامعة كولومبيا. كما عمل في المركز الأوروبي للبحوث النووية (CERN)، وجامعة قطر، ومركز السودان للبحوث التربوية. ثم أصبح عميدًا لجامعة جاردن سيتي.

## الابحاث
نشر El-Tom أكثر من 50 بحثًا حول تقارب التكامل، التقريب، والاستيفاء. يركز عمله أيضًا على حالة ومستقبل تعليم الرياضيات والبحث الرياضي في السودان، الدول الإسلامية، إفريقيا، وأمريكا الشمالية.
ترأس التوم ونظم المؤتمر الدولي حول تطوير الرياضيات في دول العالم الثالث بالخرطوم في مارس 1978، وحالة ومستقبل التعليم العالي في السودان في القاهرة عام 1998. كان أحد مؤسسي المعهد الأفريقي للعلوم الرياضية بدار السلام في عام 2003.

## وزارة التربية
بعد الثورة السودانية قامت لجنة المعلمين السودانيين وتحالف الكيان الشمالي، أحد مكونات الجبهة الثورية، بترشيح التوم لوزارة التربية والتعليم ‏، وذلك "وطنيته العميقة ومهنيته وكفاءته العالية".  ولانه "لا يوجد شخص اكثر أهلية منه." في 5 سبتمبر 2019، تم تعيينه وزيراً للتربية والتعليم.

### الإصلاحات
قان التوم، من خلال مجلس الوزراء، برفع التعليم من الدرجة التاسعة إلى الدرجة الثانية، في هرم أولويات الإنفاق الحكومي، التي قدمها وزير المالية السابق المسؤول عن المجلس. وهو الذي أصر على تطبيق شعار التعليم المجاني. قدم من خلال المانحين مبلغ 2 دولار لكل طالب في السنة. إذا كان بالمدرسة 1000 طالب، فستحصل على 2000 دولار، والتي ستستخدمها لتوفير احتياجاتها، بدلاً من تحميل المواطنين بها. هو الذي كافح لإلزام الحكومة والجهات المانحة بتوفير الوجبة المدرسية. سن التوم قانون التعليم العام الجديد وقانون التعليم الخاص والقانون أيضًا في عام 2020.
قدم التوم نظام إدارة التعلم الإلكتروني الذي يربط جميع المدارس في جميع أنحاء السودان والوزارة وأولياء أمور الطلاب. لقد بدأ بالتنفيذ النظام من دارفور ليتم تعميمه في جميع أنحاء السودان. كان التوم قادرًا على توفير تدريب افتراضي لمئات من المعلمين من قبل الشركات والمنظمات السودانية والمتطوعين من الخارج، الذين قدموا في البداية التدريب على اللغة الإنجليزية ووضعوا خطة للتدريب في الرياضيات. كما اجاز لائحة تحظر العقاب البدني في المؤسسات التعليمية.
اقترح التوم منح طالب كلية التربية راتبًا أثناء الدراسة لرفع معدل القبول لكليات التربية. ثم نضمن تخريج معلمين مؤهلين. له الفضل في تحسين وضع المعلم، ورفع راتبه في تعيين خريج جديد من 3000 جنيه إلى أكثر من 16000 جنيه شهريًا. كان لدى التوم فكرة إنشاء مدارس نموذجية من حيث الأبنية والمحتوى تسمى مدارس مهارات القرن الحادي والعشرين، ووجد تمويلاً لها من الخارج ومن مهندسين سودانيين سيقومون بتنفيذها.

### جدل المنهج الجديد
وأكد التوم أن وزارته اتخذت خطوات عملية لإصلاح النظام التعليمي في الدولة وإرساء أسس متينة للتعليم الجيد والجيد للجميع بحلول عام 2030. فيما يتعلق بالمناهج وتغييرها، يرى التوم أن الاتجاه العام، بغض النظر عن الموضوع، هو مراعاة عمر الطالب واستعداد عقله لاستيعاب المادة. وأما ما يقال عن تقليص عدد سور القرآن الموصوف في مرحلة معينة والجدل الذي ينشأ بشأنها، أوضح التوم أن اختيار سورة لست سنوات مثلاً يجب أن يكون يتم بناء على أهداف معينة وقدرته على حفظها وفهمها دون جهد. كرّس ذلك المركز الوطني للمناهج التربوية والتدريب والإرشاد والبحوث بقيادة عمر القراي، التي قامت بمراجعة وتطوير مناهج المدارس الابتدائية من الصف الأول إلى الصف السادس في عام 2020.

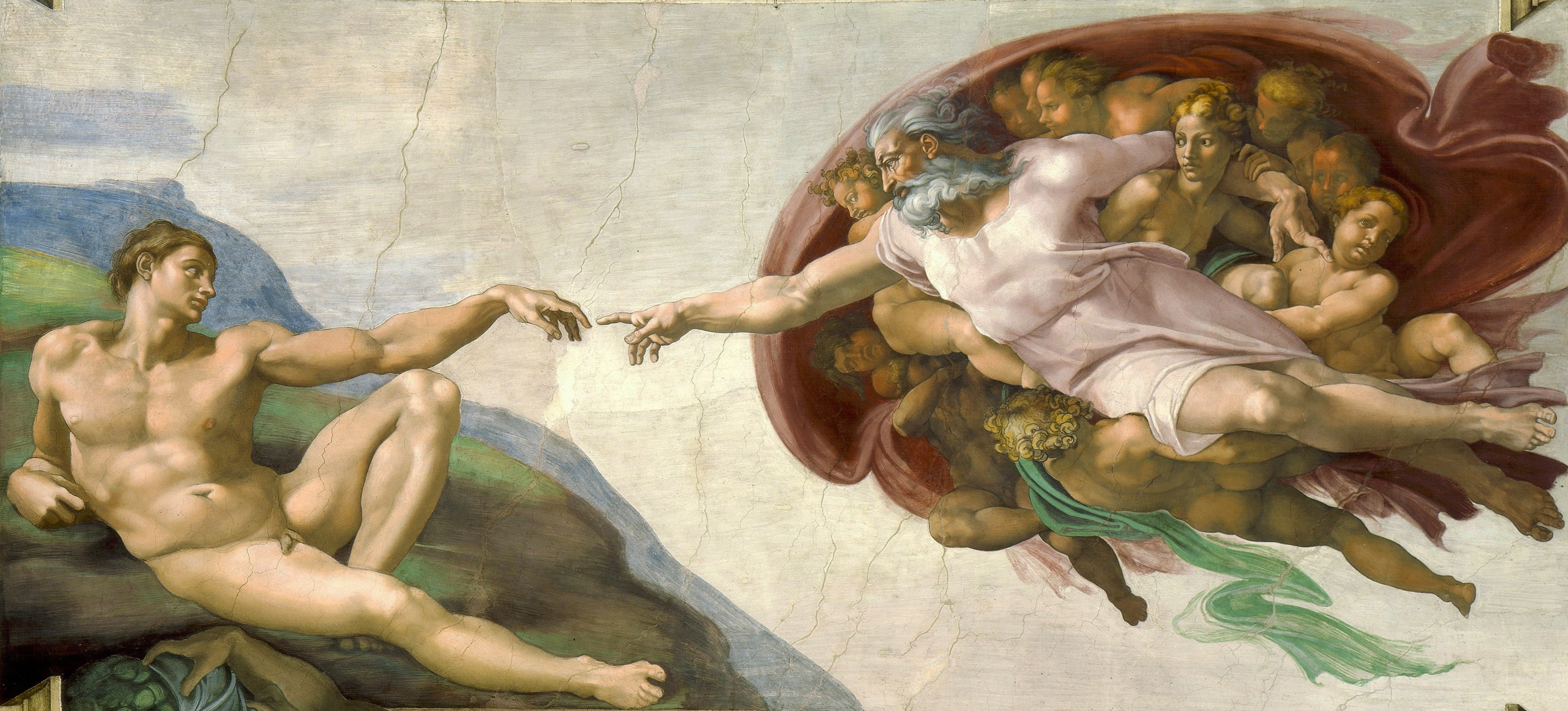
لوحة خلق آدم كانت في قلب الجدل

واندلعت معركة شرسة شارك فيها سياسيون ورجال دين وصحفيون حول مقترحات لتغيير المناهج المدرسية، بقيادة مدير المناهج في وزارة التربية والتعليم، عمر القريع. في الوقت نفسه، عارضهم خبراء ونشطاء في مجال التعليم. بدأ النقاش بعد تسريب اقتراح لكتاب تاريخ جديد للصف السادس. وأثارت الجدل حول لوحة "خلق آدم" لفنان عصر النهضة مايكل أنجلو.  وشهدت مواقع التواصل الاجتماعي عدة مبارزات ومناظرات بين السودانيين حول المناهج، وكذلك إنشاء حسابات وصفحات تهاجم أو تدعم عمر القريع شخصيًا. وتفاقمت الأزمة بتداول مقطع فيديو لإمام المسجد محمد الأمين إسماعيل، يبكي على خطبة الجمعة، نادمًا على ما ورد في المناهج الجديدة، قبل مهاجمته بشدة للقرائي.
وغرد رئيس حركة / جيش تحرير السودان، ميني ميناوي، في تغريدة قال فيها إن الحملة التي يقودها بعض الأئمة لا تنطلق من دوافع الحفاظ على الدين، بل هي حملة سياسية تهدف إلى عرقلة التغيير الذي يبدأ بالمناهج التعليمية. وصرح السكرتير السياسي لحركة العدل والمساواة سليمان صندل - في تصريحات صحفية - أن "منهجًا مدرسيًا لن يدرس لأطفالنا يحتوي على صور تجسد الله أثناء وجودنا في الحكومة". حرض زعيم حزب الأمة الوطني، عبد الرحمن الغالي، الحكومة على إقالة القريع، مشيرا إلى خلفية القراي الفكرية والسياسية كعضو في جماعة الإخوان الجمهوريين، التي أعدم مؤسسها محمود محمد طه عام 1985 بتهمة الردة. 
انتقد الخبير التربوي، مبارك يحيى، رئيس الائتلاف السوداني للتعليم للجميع، تراجع قضية المناهج إلى الساحة السياسية وما يترتب عليها من خلافات وشجار. وقال إن المناهج الدراسية تتطلب مؤتمراً وطنياً لضمان البناء المناسب لها على مستوى مهني عالٍ وقيم مجتمعية بعيداً عن السياسة. رغم اعتقاد عضو المجلس المركزي للتجمع السوداني بلجنة المعلمين، عمار يوسف، أن هناك حملة ضد القراي يقف وراءها أنصار النظام السابق. وأشار إلى أن لجنة المعلمين لم تشارك في تطوير المناهج الجديدة.
وألقى عمر القراي باللوم على وزير الأوقاف والشؤون الدينية نصر الدين مفرح في صمته حتى عندما قام بعض رجال الدين باهدر دمه. وكان القراي قد أصر على أنه لن يتنحى إلا إذا تم اتخاذ قرار بإلغاء المناهج استجابة للضغوط. ومع ذلك، فقد استقال على القريع استقال بعد فترة وجيزة في 7 يناير 2021.
تؤكد لجنة المعلمين السودانيين أنه لن يكون هناك تراجع عن مشروع التغيير الجذري في نظام التعليم الذي أطلقته وزارة التربية والتعليم وخطى أشواطا كبيرة فيه.
شكل رئيس الوزراء عبدالله حمدوك لجنة وطنية لمراجعة المناهج لتقديم تقريرها بعد أسبوعين. مهمة كانت اللجنة هي التأكد من أن كل موضوع قد تم إعداده من قبل لجنة متخصصة، ويساهم بشكل فعال في تحقيق أهداف التعليم الجيد، والتأكد من أن المنهج الجديد يلتزم بالمعايير المهنية والوطنية وأنه قابل للتعليم.

### عقبات وإنجازات أخرى
في مارس 2020، قررت وزارة التربية والتعليم السودانية تأجيل امتحانات الثانوية العامة، التي كان من المقرر إجراؤها في 12 أبريل المقبل، إلى أجل غير مسمى، على أن يتم تحديدها لاحقًا، بعد زوال مخاطر فيروس كورونا. وقال التوم في مؤتمر صحفي إن "القرار اتخذ لمصلحة الطلاب وأهاليهم"، معربا عن اعتذاره لصدور قرار الطوارئ رغم الاستعدادات الجارية للامتحانات التي ضمت نحو 500 ألف طالب وطالبة.. 
في أغسطس 2020، جادل التوم ضد إغلاق المدارس بسبب الوباء حيث سيترك العديد من الطلاب المدرسة ويعودون إلى العمل في الأسواق، وسينسي جزء كبير من الطلاب الدروس السابقة. ومع ذلك، فقد تنازل أمام لجنة الطوارئ الصحية. لكن في سبتمبر 2020، أعلنت وزارة التربية والتعليم تأجيل افتتاح المدارس المقرر في 27 من الشهر الجاري إلى 22 نوفمبر بسبب عدم استعداد نسبة كبيرة من المدارس في مختلف ولايات السودان، بسبب الفيضانات والسيول والأمطار الكارثية التي ضربت أجزاء كبيرة من البلاد.
في نوفمبر 2020، وافق مجلس إدارة البنك الدولي على مشروع تعليمي مدعوم بمنحة قدرها 61.5 مليون دولار لدعم التعليم التحضيري في السودان للحفاظ على التعليم الأساسي للأطفال وتحسينه، مع دعم كبير للمدرسين والمدارس والمجتمعات. سيعمل المشروع أيضًا على تعزيز قدرة الحكومة على صياغة السياسات ورصد التقدم عبر نظام التعليم. تقدم الشراكة العالمية هذه المنحة للتعليم، والتي تشكل أكبر تمويل لدعم التعليم الأساسي في السودان حتى الآن. سيغطي المشروع جميع المدارس الحكومية، مع إعطاء الأولوية للاستثمار في المناطق المحرومة والمهمشة. في أوائل عام 2020، قدمت الشراكة العالمية للتعليم منحة بقيمة 11 مليون دولار لدعم السودان في تعزيز البرامج للاستجابة لاحتياجات التعليم في البلاد في ضوء جائحة COVID-19.
في نوفمبر 2020، كجزء من مبادرة لمنح 50000 طفل خارج المدرسة إمكانية الوصول إلى تعليم رسمي وغير رسمي عالي الجودة، وقعت مؤسسة التعليم فوق الجميع (EAA) وشريكتها اليونيسف مذكرة تفاهم مع وزارة التربية والتعليم الاتحادية السودانية. وفقًا لبيان صادر عن EAA، سيركز المشروع بشكل خاص على تعزيز بيئات التعلم وبناء القدرات لضمان حصول الأطفال المحرومين من التعليم على تعليم جيد، بالإضافة إلى زيادة مشاركة المجتمع وزيادة الوعي بقيمة الوصول إلى والتسجيل في التعليم الابتدائي.

### تشكيل حكومة جديدة
أصدر رئيس الوزراء السوداني عبد الله حمدوك، في 8 فبراير 2021، قرارًا بإعفاء وزراء الحكومة الانتقالية من مناصبهم تمهيدًا لإعلان تشكيل الحكومة الجديدة. وأضاف البيان أن الوزراء سيستمرون في مناصبهم كرؤساء تصريف أعمال حتى تشكيل الحكومة الجديدة واستكمال إجراءات التسليم لحين موافقة مجلس السيادة الانتقالي على إعلان تشكيل الحكومة الجديدة. وأشار البيان إلى أن التشكيل الجديد لن يتضمن اسم وزير التربية والتعليم، حيث لا تزال المشاورات جارية بشأن هذه الوزارة.
واستبعد التوم من قائمة مجلس الوزراء الجديد بترشيح رئيس الوزراء عبد الله حمدوك المرفوعة إلى المجلس الأعلى بحجة فشل "الفحص الأمني" الذي احتجت عليه لجنة المعلمين السودانية. واعتبر التوم استبعاده من الوزارة عبر التفتيش الأمني عارًا على سمعته، وألحق به ضررًا نفسيًا، وأضاف: "هذا اتهام خطير!". وقال التوم لـ "الإخباري": "أنا الآن مواطن متهم، وعلى من يتهمني إثبات ما إذا كنت عميلاً، أو أنني ارتكبت جريمة، أو متورطًا في الفساد، أم ماذا؟". وشدد على أن مسؤولي الدولة لا يمكنهم إطلاق مثل هذه الكلمات (الفارغة). وكشف أنه تلقى سيلاً من المكالمات للاستعلام عن الجريمة التي ارتكبها لإبعاده عن الوزارة بعد مطالبته بإعادة الثقة به.
أعلنت لجنة المعلمين - أبرز مكونات تجمع المهنيين السودانيين - رفضها الكوتا الحزبية للوزارة، وتمسكت بالوزير التوم. في مايو 2021 وبعد شهرين من شغور المنصب، تم التوقيع على مذكرة تطالب رئيس الوزراء بتعيين التوم وزيراً للتربية والتعليم من قبل مجموعة من منظمات المجتمع المدني وأساتذة الجامعات والمثقفين. كما طالبت المذكرة بالموافقة على القوانين التي وضعتها اللجان المختصة لإصلاح التعليم بما في ذلك قانون التعليم العام لعام 2020، وقانون التعليم الخاص لعام 2020، وقانون المركز الوطني للمناهج التربوية والتدريب والتوجيه والبحوث 2020.
نفت وزارة التربية والتعليم، في أبريل 2021، استقالة التوم خلافًا لما يتم تداوله على مواقع التواصل الاجتماعي. ومع ذلك، في 26 أغسطس 2021، أعلن التوم أنه كتب استقالته من منصبه وقدمها إلى رئيس الوزراء السوداني، عبد الله حمدوك، بعد تدخل حمدوك المباشر في مهامه كوزير حيث قام بتجميد المنهج الجديد، بعد موافقة وزير التربية السوداني.
بعد ذلك طالب عبدالله حمدوك بمراجعة كل كتاب من الكتب المدرسية بعناية من قبل المؤلفين والمتخصصين في اللغة والمصممين بمن فيهم الرسامون وصناع الصور، على أن يتم إرسال مسودة الكتاب إلى المراجعين المتخصصين في موضوع كل كتاب للمراجعة العلمية. قبل إرساله إلى المطبعة بشرط عدم طبع كتاب قبل الموافقة العلمية عليه بثلاثة مقومات. ودعا رئيس مجلس الوزراء إلى إدخال مفهوم التربية الوطنية ضمن محتويات المواد الدراسية في مختلف مراحل المرحلة الابتدائية، على أن يتم إفراد مادة لها في المرحلتين المتوسطة والثانوية، ومن بين موضوعاتها إدارة الوقت.. ودعا حمدوك إلى إعادة كتابة كتاب التاريخ للصف السادس وحفظ سور الحفظ في القرآن الكريم بشكل كامل دون حذف أي من الآيات وحفظ جميع الوحدات والدروس التي تم حذفها من كتب الرياضيات المدرسية. الصفوف الثاني والثالث والرابع والخامس مع حذف الوحدة الأولىnوالوحدة الخامسة.
ثم التقى حمدوك، في مكتبه، وفوداً تضم رجال دين إسلاميين ومسيحيين بحضور وزير الشؤون الدينية نصر الدين مفرح، للحديث عن مبادرة مراجعة وإعادة النظر في المناهج التي تم تطويرها خلال فترة. عمر القراي على رأس المركز الوطني للمناهج.

## الجوائز والتكريم
تم انتخاب التوم زميلًا في معهد الرياضيات وتطبيقاتها عام 1978، وزميلًا في الأكاديمية الأفريقية للعلوم عام 1986، وزميلًا في الأكاديمية الوطنية السودانية للعلوم عام 2007.
كان التوم عضوًا في المركز الدولي للفيزياء النظرية، تريستا، إيطاليا، بين عامي 1984 و 1989، وهو عضو في ملتقى الفكر العربي، الأردن منذ عام 1985،  الجمعية الرياضية الأمريكية، الولايات المتحدة الأمريكية منذ عام 1992، جمعية الرياضيات الأمريكية، الولايات المتحدة الأمريكية منذ عام 1995،  والأكاديميين السودانيين منذ عام 1998.
تم اختيار التوم شخصية العام في السودان من قبل مركز الخاتم عدلان للتنوير والتنمية البشرية (KACE).
استجابة لدعوة من برنامج العلوم العالمي في جامعة أوبسالا، شارك آل توم في حضور حفل جائزة نوبل لعام 2013 في ستوكهولم. ووزعت جوائز في مجالات الفيزياء والكيمياء والاقتصاد والأدب. في عام 2022، تمت دعوته لحضور حفل توزيع جائزة نوبل.

## الحياة الشخصية
التوم متزوج وله ثلاثة أطفال.

## وابط خارجية
- الأستاذ محمد الأمين التوم، السودان بكرة